# Сигналізатор метану
Сигналіза́тор мета́ну — прилад групового чи індивідуального контролю, призначений для роботи у вугільних шахтах небезпечних за газом і пилом. Забезпечує безперервне вимірювання об'ємного вмісту метану з цифровою індикацією показників і звукову та світлову сигналізацію при перевищенні встановлених значень об'ємної частки метану.
Приклади вітчизняних М.с.:
- 1) Сигналізатор метану типу «Сигнал» заводу «Червоний металіст» (м. Конотоп, Україна). Діапазон вимірювань об'ємної частки метану — 0-3(5) %, уставка для виконавчого пристрою — від 0,1(5) до 2,0(4,0) %, час безперервної роботи без заміни блоку живлення — 2-10 год. Див. апаратура контролю метану.

- 2) Сигналізатор метану суміщений з ліхтарем шахтним (головним світильником) типу СМГ. Призначений для безперервного автоматичного індивідуального контролю об'ємного вмісту метану в атмосфері гірничих виробок в діапазоні 0-100% і видачі світлової сигналізації (миготіння лампи) при досягненні ГДК. Крім цього, сигналізатор СМГ забезпечує оповіщення про аварію за сигналом з поверхні та сигнал радіомаяка для пошуку потерпілих, які опинилися під завалом.
- 3) Сигналізатори багатоканальні типу ГАЗ призначені для безперервного контролю концентрацій горючих газів (метан, бутан тощо), парів та їх сумішей. Див. апаратура контролю метану, автоматичний газовий захист шахт, метанометр.